# Gangsa (Metallophon)

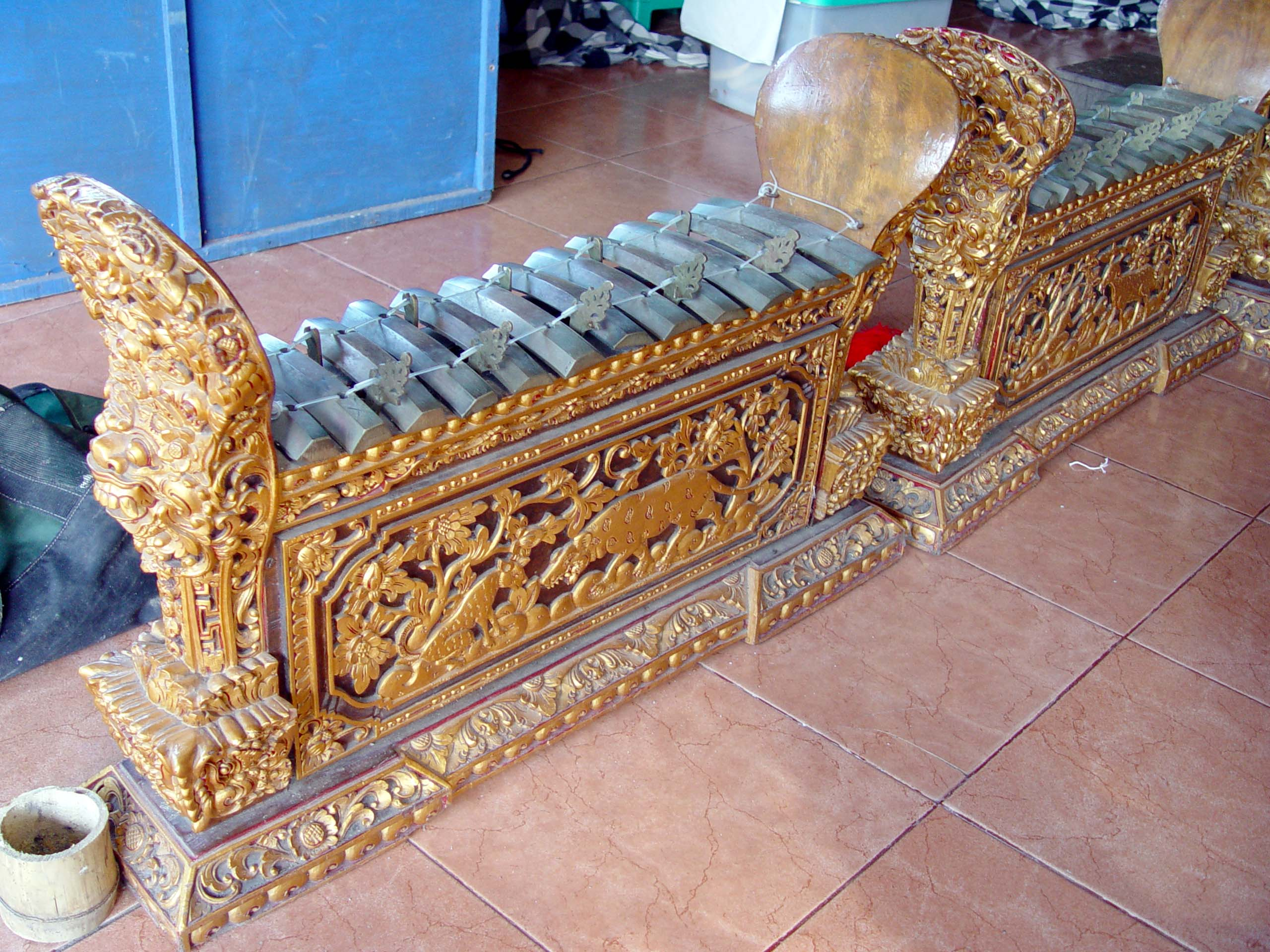
Ein Paar gangsa gantung auf Bali

Gangsa (indonesisch, „Bronze“, „Messing“) ist eine Gruppe von Metallophonen mit Bronze- oder Messing-Klangplatten, die in der balinesischen Musik hauptsächlich in den Ensembletypen gamelan gong kebyar und gamelan gong gede verwendet werden. Zwei Typen von gangsa werden unterschieden: Die seltenen gangsa (jongkok) besitzen entsprechend dem javanischen saron Bronzeklangplatten, die auf einem einzelnen, hölzernen Resonanzkasten aufliegen. Bei den häufigeren gangsa gantung („hängende gangsa“), auch gendèr, hängen die Klangplatten an Schnüren über einem Holzrahmen und jede Platte besitzt ein unter ihr senkrecht im Rahmen befestigtes Bambusrohr zur Klangverstärkung.
Im alltäglichen Sprachgebrauch auf Bali bezeichnet gangsa eine Gruppe von vier hoch klingenden kantilan und vier tiefer klingenden pemadé, die in einem dörflichen Ensemble von etwa 25 Instrumenten beim gamelan gong kebyar zusammen die Hauptmelodie produzieren.
Das gambang gangsa ist eine auf Java kaum noch eingesetzte Variante des Xylophons gambang (kayu) mit Bronzeplatten. Keinen Bezug zu den indonesischen Instrumenten außer dem Namen haben die im Norden der Philippinen gespielten flachen Bronze- oder Messinggongs gangsa.

## Herkunft und Verbreitung

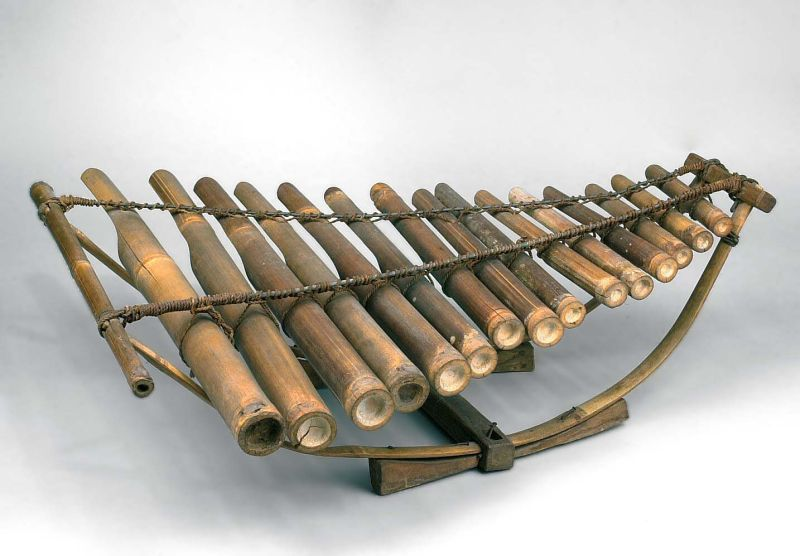
Javanisches Xylophon calung aus pentatonisch gestimmten Bambusröhren, nach Größe und Funktion Typ penitir. Wurde im gamelan calung verwendet. Als sehr alte Vorstufe der gangsa gantung vorstellbar. Eine vergleichbare Reliefabbildung ist am Borobudur (8. Jahrhundert) zu sehen. Tropenmuseum Amsterdam, vor 1936

Der Ursprung der Metallophone liegt in Asien. Musikinstrumente aus metallenen Klangplatten in einem senkrechten Rahmen waren um 700 n. Chr. in China bekannt, wohin sie durch ein Turkvolk gebracht wurden. Ab dem 12. Jahrhundert ist dieser Typ in Korea überliefert. Der zweite und weiter verbreitete Typ besitzt waagrechte Klangplatten und ist in Südostasien weit verbreitet. Ein solches Metallophon – wie die heutigen saron in der Form eines hölzernen Trogxylophons – ist auf Java erstmals auf einem Relief am buddhistischen Stupa Borobudur aus dem 8./9. Jahrhundert abgebildet, zusammen mit mehreren zweifelligen Trommeln (Vorläufer der kendang), einfelligen Tontrommeln, Mundorgeln, Querflöten, anderen Blasinstrumenten, gezupften Lauteninstrumenten, Kesselgongs, zahlreichen, unterschiedlich großen Zimbeln, Becken und weiteren Idiophonen aus Metall. Ähnliche und andere Musikinstrumente, von denen einige indischen Kultureinfluss verraten, tauchen ein Jahrhundert später am hinduistischen Tempel Prambanan auf.
Die beiden Grundformen indonesischer Metallophone – saron und gendèr – unterscheiden sich auch nach ihrem Klang. Beim javanischen saron und dem balinesischen gangsa (jongkok) ist der Klang hart, metallisch und laut, aber von kurzer Dauer, während die Bambusresonatoren des gendèr für einen volleren und länger anhaltenden Klang sorgen.
Ein weiterer javanischer Metallophontyp ist das gong kemodong, das aus zwei großen Bronzeplatten (seltener aus Eisen) unterschiedlicher Tonhöhe mit einem Buckel in der Mitte besteht, die an Schnüren über einem quadratischen Holzkasten aufgehängt sind. Häufig befinden sich zwei Tontöpfe im Innern des Kastens. Das gong kemodong kann als preisgünstigere Alternative anstelle des großen gong ageng eingesetzt werden. Alle Metallophone, die Instrumente mit Buckelgongs und manchmal verwendete, kleine metallene Idiophone wie das kemanak haben genau spezifizierte, musikalische Aufgaben in den unterschiedlichen gamelan.
Ein saron genanntes Trogxylophon mit Bambusschlagplatten, das im ländlichen Raum auf Java existiert, könnte sich von älteren, vor-metallischen Stabspielen erhalten haben. Roneat heißt eine Gruppe kambodschanischer Xylophone, zu denen auch ein Metallophon mit Bronzeplatten gehört. Es gibt Ähnlichkeiten der Bauform zwischen südostasiatischen Metallophonen und afrikanischen Xylophonen. Erich Moritz von Hornbostel (1911) verglich die Stimmung des mit den roneat verwandten, burmesischen pattala (pat-talà, 24 Bambusklangstäbe) mit afrikanischen Xylophonen und hob als erster den musikalischen Aspekt des von Vertretern des Diffusionismus behaupteten indonesischen Kultureinflusses auf Afrika hervor. Die Theorie der Verbreitung indonesischer Xylophone in Afrika wurde hauptsächlich von den Musikethnologen Jaap Kunst auf indonesischer und Arthur Morris Jones auf afrikanischer Seite weitergeführt. Als stillschweigende Voraussetzung dieser veralteten Theorie, wonach voll ausgereifte Rahmenxylophone nach Afrika gekommen sein müssen, werden Entwicklungsstadien und Formdetails (etwa die praktisch grundsätzliche Verwendung von Mirlitons) afrikanischer Instrumente übersehen.

## Bauform und Spielweise
Bei den gangsa jongkok oder den saron liegen die Bronzeklangplatten, daun (indonesisch, „Blatt“) oder bilah („Span“, „Leiste“), auf einer weichen Zwischenlage aus Rattan oder Kork über einem hölzernen Kasten (tatak). Jede Klangplatte wird mit zwei Metallstiften in Position gehalten, die durch Löcher in der Platte gesteckt und in den Kasten geschlagen wurden. Die Klangplatten bestehen aus einer Bronzemischung (balinesisch kerawang), die aus etwa zehn Teilen Zinn und drei Teilen Kupfer in Formen gegossen wird. In noch heißem Zustand wird das Gussteil in Wasser getaucht, über einem Feuer nochmals erhitzt und in die endgültige Form geschmiedet, wobei zwischendurch die gewünschte Tonhöhe geprüft werden muss.
Als Holz wird üblicherweise das schwere, dauerhafte und mittelharte Jackfruchtbaumholz (indonesisch nangka) verwendet, aus dem gut filigrane Reliefmuster zur Verzierung geschnitzt werden können. Die Platten werden mit einem kurzen Holzschlägel (panggul gangsa) in einer Hand geschlagen, während sie häufig zwischen Daumen und Zeigefinger der anderen Hand an der vorstehenden Kante gedämpft (tekep) werden. Es gibt generell drei Anschlagtechniken: 1) Die Platte klingt nach dem Anschlag frei aus, überlagert vom Klang der nachfolgend angeschlagenen Platte. 2) Die Klangplatte wird vor dem nachfolgenden Schlag gedämpft oder 3) sie wird gedämpft und dann angeschlagen, wodurch ein dumpfer, trockener Klang entsteht.
Beim „hängenden“ gangsa gantung reihen sich die Klangplatten entlang einer durch die Löcher gezogenen Schnur. Sie schweben über Bambusresonatoren, die senkrecht in einem ebenfalls reich beschnitzten und farbig bemalten Holzkasten (pelawah, tatak) befestigt sind. Gangsa gantung werden wesentlich häufiger verwendet, während gangsa jongkok besonders an der Nordküste Balis in einigen Dörfern östlich von Singaraja in den gamelan vorkommen.

### Gamelan Gong Kebyar
Gangsa werden für die Fünf-Ton-Skalen (patutan) des kaum noch gespielten großen, höfischen gamelang gong gede, das aus rund 50 Instrumenten besteht, und des heutigen gamelan gong kebyar, das auf etwa 25 Instrumente reduziert ist, eingesetzt. Der letzte puputan 1908 in Klungkung markierte die vollständige Eroberung Balis durch die Niederländer und den Untergang der Königreiche. Die nachfolgende Zeit bedeutete für die Künste eine Phase besonderer Kreativität, die durch neu gewonnene Freiheiten und eine so verstandene gesellschaftliche Demokratisierung befördert wurde. In dieser Atmosphäre entstand das äußerst lebhafte gong kebyar-Orchester und das gangsa wurde von fünf auf sieben bis zehn Klangplatten erweitert. Bei einem üblichen gangsa mit zehn Klangplatten beträgt der Tonumfang zwei Oktaven. Dem gamelan gong kebyar liegt die Fünf-Ton-Skala pelog selisir zugrunde, die von der javanischen Sieben-Ton-Skala pelog abgeleitet ist. Die aus der Sieben-Ton-Skala (saih pitu) ausgewählte Tonfolge ist 1 = C (ding), 2 = D (dong), 3 = E (deng), 5 = G (dung) und 6 = A (dang). In Klammern stehen die zu Übungszwecken gesungenen Tonsilben, die auch häufig nding, ndong, ndeng... ausgesprochen werden. Die Klangplatten für die Töne 4 und 7 fehlen. Die von der Sieben-Ton-Skala (saih pitu) abgeleiteten patutan heißen saih lima („Serie von fünf“).
Den zehn Klangplatten eines gangsa entsprechen ungefähr folgende Tonhöhen: 1 = D (dong), 2 = E (deng), 3 = G♯ (dung), 4 = A (dang), 5 = C♯ (ding), 6 = D (dong), 7 = E (deng), 8 = G♯ (dung), 9 = A (dang), 10 = C♯ (ding).
Fast jedes Musikinstrument im gamelan gong kebyar wird paarweise verwendet; eines (das „weibliche“, wadon, oder pengisep, von ngisep, „aufnehmen“) ist geringfügig niedriger gestimmt als das andere (das „männliche“, lanang, oder pengumbang, von ngumbang, „fließen“), dadurch ist eine Schlagfolge mit schwebenden Tonhöhen zu hören. Bei den gendèr beträgt der gemessene Unterschied zwischen den jeweils tiefsten Klangplatten eines Instrumentenpaares 20 bis 50 Cents, wobei der Abstand eines Halbtons rechnerisch 100 Cent beträgt. Die gangsa-Paare werden in einem festgesetzten schnellen Tempo mit den anderen Instrumenten rhythmisch verzahnt gespielt, um die Melodielinie zu bilden und zu verzieren. Prinzipiell werden wie im javanischen gamelan höher klingende Instrumente schneller geschlagen als tiefer klingende. Den vierten Schlag der dichtesten gangsa-Schlagfolge betont in den meisten Fällen ein kleiner gong kajar. In den langsamen Sequenzen des gong kebyar fällt der kajar-Schlag mit jeder achten gangsa-Note zusammen. Der kajar gehört im Orchester nicht zu den melodiebildenden, sondern zu den kolotomischen (den Rhythmus strukturierenden) Instrumenten. In manchen gamelan kann dessen Funktion ein gong pulu oder seltener eine Bambusröhrenzither guntang übernehmen. Die verzahnte (englisch interlocking) Spielweise im balinesischen gamelan heißt kotekan. Ein kotekan setzt sich aus zwei Teilen zusammen, von denen der eine (polos, „einfach“) den anderen (sangsih, „unterschiedlich“) zu einem durchgängigen Melodieverlauf ergänzt. Eine ähnliche Technik in der europäischen Musiktheorie ist der Hoquetus. Im gong kebyar übernehmen die gangsa von der gegenüber dem gong gede fehlenden Buckelgongreihe trompong (auf Java bonang) die musikalische Führung.
Zur Gruppe der gangsa in einem gamelan gong kebyar gehören neun bis zehn Instrumente vom gantung-Typ. Vier gangsa kantilan (kurz kantilan oder kantil), davon zwei „weibliche“ und zwei „männliche“, sind die am höchsten klingenden Instrumente des Ensembles. Vier entsprechend größere gangsa pemadé sind gegenüber den kantilan eine Oktave tiefer gestimmt. Nochmals eine Oktave tiefer klingen ein oder seltener zwei gangsa pengugal (kurz ugal). Falls nur ein ugal verwendet wird, so ist es das „weibliche“ (pengumbang). Das ugal fällt gegenüber den acht anderen gangsa, die musikalisch zusammengehören, aus der Reihe, denn es wird in den Kompositionen unabhängig verwendet.
Im gamelan gong kebyar werden außerdem zwei (gangsa) calung (auch jublag) mit fünf Klangplatten eingesetzt, um die Hauptmelodie zu spielen. Sie entsprechen in Form und Funktion den javanischen slenthem mit sechs Platten. Die eine Oktave abdeckenden Klangplatten sind wie bei den Instrumenten mit zehn Platten an Schnüren über einzelnen Bambusröhren in einem Holzkasten aufgehängt. Der tiefste Ton des calung ist ding und entspricht dem fünften Ton des ugal. Eine Oktave tiefer klingend und wesentlich größer als die calung sind die beiden (gangsa) jegogan mit fünf Klangplatten über einem flachen Trogresonator. Die jegogan sind im hinteren Bereich des Ensembles aufgestellt und produzieren mit den tiefsten Tönen der Tonskala (gamut) einzelne Akzente der Hauptmelodie. Die tiefsten Instrumente werden mit gepolsterten Holzschlägeln gespielt. Die jegogan-Schlägel (panggul jegogan) sind an der Spitze kugelförmig, mit Gummi gepolstert und mit Stoff überzogen. Die nur manchmal verwendeten, ebenfalls paarweise gespielten penyacah sind eine Oktave höher als die calung gestimmt und besitzen sieben Klangplatten.
Des Weiteren gehören zum gong kebyar unterschiedlich große Gongspiele, die Zimbeln ceng-ceng, zwei Fasstrommeln kendang und als einzige Instrumente, die einen anhaltenden Melodieton hervorbringen, die Bambuslängsflöte suling und die Stachelfiedel rebab.

### Weitere Gamelan

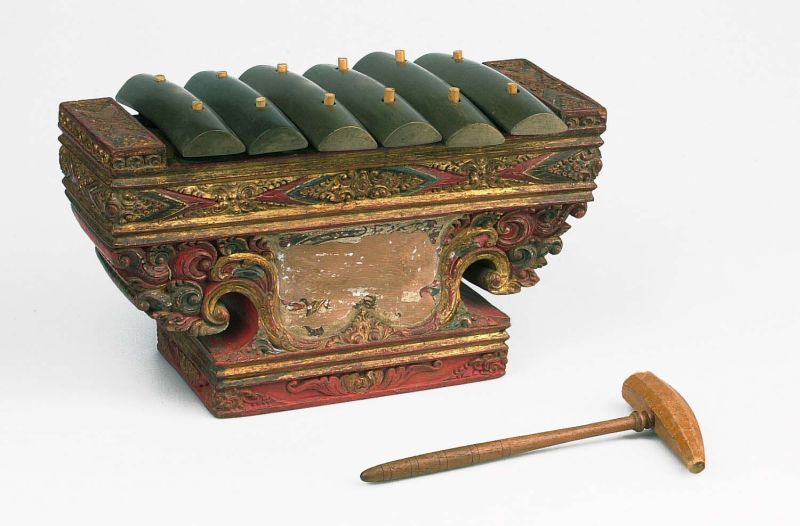
Seltenes gangsa jongok cenik mit sechs Bronzeklangplatten. Tropenmuseum Amsterdam, vor 1939

Gamelan gong kebyar spielen konzertant oder zur Begleitung von Tänzen, etwa der traditionellen balinesischen Kriegstänze Baris, die nur von Männern an Dorftempeln aufgeführt werden. Der sehr alte Maskentanz Barong handelt vom mächtigen Schutzgeist Barong, der als Gestalt gewordene göttliche Kraft gegen die teuflischen Mächte kämpft, die sich üblicherweise in der Dämonin Rangda verkörpern. Der Barong-Tanz wird vom nur diesem Zweck dienenden gamelan bebarongan begleitet. Bei diesem wird die Buckelgongreihe trompong durch zwei gender rambat ersetzt. Diese pentatonisch gestimmten Metallophone mit 13 bis 15 Bronzeklangplatten werden mit zwei Hämmern geschlagen und produzieren einen harten metallischen Klang. Sechs bis acht gangsa (kantil und pemadè), zwei jegogan und zwei jublag mit jeweils fünf Klangplatten spielen die Hauptmelodie. Ein hängender, „großer Gong“ (gong gede) markiert das Ende der längsten melodischen Phrasen; für den Rhythmus sorgt eine Fasstrommel kendang. Weitere Instrumente sind ein oder zwei Flöten suling, eine Stachelfiedel rebab und einige kleine Becken und Gongs.
Zwei alte höfische Ensembleformationen sind gamelan gambuh und gamelan semar pegulingan (pagulingan). Bei letzterem bringen Bronze-Instrumente die Melodie hervor, in Orchestrierung und Spielweise ähnlich wie beim hieraus entwickelten gong kebyar. Die meisten semar pegulingan sind Fünf-Ton-Ensembles, wobei in den 1990er Jahren 22 Sieben-Ton-Ensembles (semar pegulingan saih pitu) gezählt wurden. Aus dem weich klingenden semar pegulingan und dem schwerfällig-majestätischen gamelan gong gede entwickelte 1987 I Wayan Beratha in Denpasar die Sieben-Ton-Orchesterformation gamelan semara dana. Das hierbei melodieführende Metallophon gamelan semara dana gangsa besitzt zwölf Klangplatten mit den Tonhöhen: 1 = D (dong), 2 = E (deng), 3 = G♯ (dung), 4 = A (dang), 5 = C♯ (ding), 6 = D (dong), 7 = E (deng), 8 = F♯ (deung), 9 = G♯ (dung), 10 = A (dang), 11 = B (daing), 12 = C♯ (ding). Das gamelan semara dana war ursprünglich zur Begleitung des Tanzdramas Sendratari gedacht. Sendratari, zusammengesetzt aus seni-drama-tari („Kunst-Drama-Tanz“), ist ein in den 1960er Jahren eingeführter Tanztheaterstil, um Erzählungen aus den indischen Epen Ramayana und Mahabharata zu inszenieren. Der Klangkontrast in der Kombination beider Gamelantypen wird zur dramatischen Steigerung verwendet, wenn die edlen, feinsinnigen (alus) Charaktere von den Instrumenten des semar pegulingan und die bösen, groben (keras, kasar) Figuren mit jenen des gong gede begleitet werden. Heute verwenden hauptsächlich moderne Komponisten das gamelan semara dana wegen seiner vielfältigen musikalischen Möglichkeiten.
Ein einfaches dörfliches Orchester in der Musik von Bali und von Lombok ist das gamelan angklung, das auf einer Vier-Ton-Skala basiert. Es besteht üblicherweise aus 16 Instrumenten, die kleiner und höher gestimmt sind als in den anderen gamelan. Dazu gehören einige Metallophone, die eine Oktave umfassen. Mit seinem weniger voluminösen Klang kann das gamelan angklung bei Familienfeiern im Hof eines Privathauses auftreten. Zu seinem eigenen Repertoire gehören auch Stücke aus der Tradition des gamelan gender wayang, das zur Begleitung von wayang-Aufführungen dient. Trotz des Namens spielen in dem Ensemble keine Bambusschüttelidiophone angklung mit.
Für den anderen Musikstil Nordbalis wurde das Vier-Ton-Gamelan zu einem gamelan angklung mit fünf Tönen und auf 23 Instrumente erweitert. Zu den Metallophonen gehören ein Paar jegogan als tiefste gangsa-Instrumente, ein Paar gangsa (pemadé) eine Oktave höher und drei Paar kantilan wiederum eine Oktave höher. Hinzu kommen diverse Gongs, Trommeln, Becken und Flöten. Die jegogan führen häufig eine einfache Melodielinie (pokok) aus, während die beiden anderen gangsa-Gruppen die Melodie mit schnellen (verzahnten) Schlägen verzieren. Von jedem gangsa-Paar spielt in einem Stück nach dem kotekan-Muster eines (das pengisep-Instrument) den polos- und das andere (das pengumbang-Instrument) den ergänzenden sangsih-Teil. Häufiger jedoch spielen alle gangsa und kantilan eine Melodie unisono oder alternierend, wobei bei beiden Formen die jegogan in wechselnden Abständen einzelne Töne punktieren.

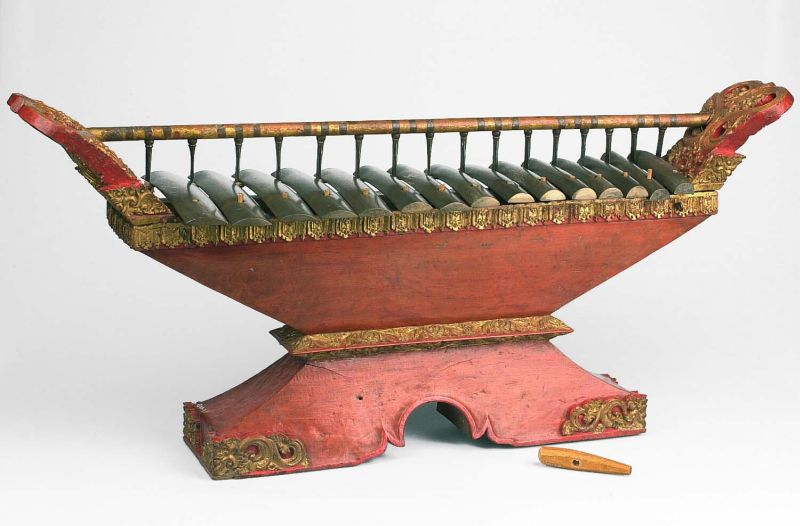
Gambang gangsa, in Südbali curing, mit 15 Bronzeklangplatten. Im gamelan semar pegulingan verwendet. Tropenmuseum Amsterdam, vor 1939

Zu den seltenen und älteren Ensembleformationen auf Bali und Zentraljava gehört das auf einer Sieben-Ton-Reihe basierende gamelan gambang (kurz gambang) mit den Bronze-Stabspielen gambang gangsa. Thomas Stamford Raffles beschreibt in The History of Java (1817) das javanische gambang gangsa zusammen mit dem gambang kayu und den Metallophonen „saron“, „demong“ und „selantam“ als Bestandteil des gamelan. Das gambang gangsa könnte durch die Einführung der einoktavigen Metallophone vom saron-Typ in den Hintergrund gedrängt worden sein. Es ist eng mit dem kambodschanischen roneat dek und dem entsprechenden thailändischen ranat thum lek verwandt. Das gamelan gambang besteht aus zwei Paar (gambang) gangsa für die Hauptmelodie und vier, selten sechs Bambusxylophonen gambang (genauer gambang kayu, von kayu, „Holz“) mit jeweils 14 längs geschlitzten Bambusklangstäben zur Verzierung der Melodie. Die sieben Bronzeklangplatten der gangsa liegen auf einem Holztrog, von diesem durch eine Palmblattauflage abgefedert. Die Position der Platten wird mit Holzstiften oder Eisennägeln fixiert. Die aus einem „männlichen“ und einem „weiblichen“ Instrument bestehenden gangsa-Paare liegen in der Tonhöhe eine Oktave auseinander. Jedes gangsa wird von einem Musiker mit zwei Hämmern aus Holz oder Büffelhorn geschlagen. Ein gamelan gambang im Dorf Tatulingga im Regierungsbezirk Karangasem verfügt über ein überdurchschnittlich großes Repertoire von rund 50 Stücken; von  den meisten ist die Hauptmelodie (pokok) als lontar (Palmblattmanuskript) überliefert. Das gamelan gambang wird rituell bei Tempelzeremonien gespielt.
Daneben gibt es eine Reihe weiterer balinesischer Ensembleformationen, in denen gangsa vorkommen. Gamelan caruk ist eine reduzierte Version des gamelan gambang. Hierzu gehören lediglich zwei gangsa im Oktavabstand mit jeweils sieben Bronzeplatten und zwei Bambusxylophonen caruk, die von einem Musiker gespielt werden. Das caruk besteht aus zwei Xylophonen mit je vier Platten, die nebeneinander gestellt eine Sieben-Ton-Skala und den ersten Ton der oberen Oktave hervorbringen. Das Ensemble wird sehr selten bei Beerdigungen und Tempelzeremonien verwendet.
Beim gamelan gong luang (auch gamelan saron) spielen neun Instrumente zusammen: zwei jegogan, zwei gangsa, die etwas kleiner als die üblichen jegogan sind, ein Bambus-saron (ähnlich dem caruk), ein hängender Gong, Becken ceng-ceng, eine Fasstrommel kendang und ein Gongkreis mit 16 Buckelgongs reyong. Dieses Ensemble wird ebenfalls bei Beerdigungen (ngaben, Verbrennung und Ausstreuen der Asche im Meer) gespielt.